# Balan Bakama
Balan Bakama est une commune rurale du Mali de l'arrondissement de Naréna, dans le cercle de Kangaba et la région de Koulikoro, elle a pour chef-lieu la localité de Balan-Mansala.

## Villages
La commune s'étend sur 6 localités relevées lors du recensement général de 2009. 
Les villages les plus peuplés sont :
- Balamassala (2 988 habitants) ;
- Namagana (982 habitants) ;
- Sélofara (962 habitants).